# Bahnstrecke Bodenburg–Elze
| Streckennummer (DB): | 1821                                                |                            |                            |
| Kursbuchstrecke (DB): | zuletzt 202b                                        |                            |                            |
| Kursbuchstrecke: | 179g (Hildesheim Hbf – Großdüngen 1934) 202g (1946) |                            |                            |
| Streckenlänge: | 22,9 km                                             |                            |                            |
| Spurweite: | 1435 mm (Normalspur)                                |                            |                            |
| |                                                     |                            |                            |
| \| \| \| von Groß Düngen/Hildesheim \| \| \| \| \| Bodenburg (neuer Hp) \| \| \| \| 0,0 \| Bodenburg (ehem. Bf) \| Bodenburg (ehem. Bf) \| \| \| \| nach Bad Gandersheim \| \| \| \| 1,5 \| Breinum \| Breinum \| \| \| \| Alme \| \| \| \| 3,9 \| Almstedt-Segeste \| Almstedt-Segeste \| \| \| 4,6 \| Segeste Grillplatz \| Segeste Grillplatz \| \| \| 5,5 \| Grundkamp \| Grundkamp \| \| \| 8,0 \| Sibbesse \| Sibbesse \| \| \| \| Despe \| \| \| \| 10,4 \| Hönze \| Hönze \| \| \| \| Despe \| \| \| \| 13,0 \| Eitzum \| Eitzum \| \| \| 14,8 \| Barfelde \| Barfelde \| \| \| \| Despe \| \| \| \| 18,5 \| Gronau (Leine) \| Gronau (Leine) \| \| \| \| Leine \| \| \| \| \| von Kreiensen \| \| \| \| \| von Hameln \| \| \| \| 23,2 \| Elze (Han) \| Elze (Han) \| \| \| \| nach Hannover \| \| \| \| \| \| \| \| Quellen: [1][2] \| \| \| \| |                                                     |                            |                            |
| Strecke |                                                     | von Groß Düngen/Hildesheim | von Groß Düngen/Hildesheim |
| Haltepunkt / Haltestelle Strecke ab hier außer Betrieb |                                                     | Bodenburg (neuer Hp)       | Bodenburg (neuer Hp)       |
| Haltepunkt / Haltestelle Strecke bis hier außer Betrieb | 0,0                                                 | Bodenburg (ehem. Bf)       | Bodenburg (ehem. Bf)       |
| Abzweig geradeaus und ehemals nach links |                                                     | nach Bad Gandersheim       | nach Bad Gandersheim       |
| Haltepunkt / Haltestelle | 1,5                                                 | Breinum                    | Breinum                    |
| Brücke über Wasserlauf |                                                     | Alme                       | Alme                       |
| Bahnhof | 3,9                                                 | Almstedt-Segeste           | Almstedt-Segeste           |
| Haltepunkt / Haltestelle Strecke ab hier außer Betrieb | 4,6                                                 | Segeste Grillplatz         | Segeste Grillplatz         |
| Haltepunkt / Haltestelle (Strecke außer Betrieb) | 5,5                                                 | Grundkamp                  | Grundkamp                  |
| Bahnhof (Strecke außer Betrieb) | 8,0                                                 | Sibbesse                   | Sibbesse                   |
| Brücke über Wasserlauf (Strecke außer Betrieb) |                                                     | Despe                      | Despe                      |
| Bahnhof (Strecke außer Betrieb) | 10,4                                                | Hönze                      | Hönze                      |
| Brücke über Wasserlauf (Strecke außer Betrieb) |                                                     | Despe                      | Despe                      |
| Bahnhof (Strecke außer Betrieb) | 13,0                                                | Eitzum                     | Eitzum                     |
| Bahnhof (Strecke außer Betrieb) | 14,8                                                | Barfelde                   | Barfelde                   |
| Brücke über Wasserlauf (Strecke außer Betrieb) |                                                     | Despe                      | Despe                      |
| Bahnhof (Strecke außer Betrieb) | 18,5                                                | Gronau (Leine)             | Gronau (Leine)             |
| Brücke über Wasserlauf (Strecke außer Betrieb) |                                                     | Leine                      | Leine                      |
| Abzweig ehemals geradeaus und von links |                                                     | von Kreiensen              | von Kreiensen              |
| Abzweig geradeaus und von links |                                                     | von Hameln                 | von Hameln                 |
| Bahnhof | 23,2                                                | Elze (Han)                 | Elze (Han)                 |
| Strecke |                                                     | nach Hannover              | nach Hannover              |
| |                                                     |                            |                            |
| Quellen: |                                                     |                            |                            |

Die Bahnstrecke Bodenburg–Elze war eine 23 Kilometer lange Nebenbahn im Leinebergland. Der wichtigste Zwischenhalt war Gronau (Leine). Sie ist auch als niedersächsische Almetalbahn bekannt.

## Geschichte
Die Strecke wurde am 1. Juli 1900 vom Bahnhof Elze an der Hannöverschen Südbahn bis Gronau eröffnet. Am 7. November 1901 wurde der Abschnitt über Sibbesse nach Bodenburg hinzugefügt, der den Bereich südlich des Hildesheimer Waldes erschließt. Dort hat er Anschluss an die wenige Monate später fertiggestellte Lammetalbahn (Hildesheim–) Groß Düngen–Bad Salzdetfurth–Bodenburg–Bad Gandersheim.
Die Verbindung diente nur der lokalen Erschließung in einer ländlich geprägten Region. Der Abschnitt zwischen Gronau und Bodenburg verschwand bereits am 25. September 1966 wieder aus dem Kursbuch. Gleichzeitig wurde der Güterverkehr zwischen Gronau und Sibbesse eingestellt, und am 17. August 1970 wurde dieses Streckenstück stillgelegt. Zwischen Sibbesse und Segeste endete der Güterverkehr am 25. September 1974, zwischen Segeste und Bodenburg am 31. Dezember 1983. Der Personenverkehr zwischen Elze und Gronau konnte sich noch bis zum 31. Mai 1980 halten, zuletzt wurde diese Strecke von Akkutriebwagen der Baureihe 515 befahren. Hier wurde der Güterverkehr 1994 beendet, damit ist die Strecke durchgängig außer Betrieb.
Der Abschnitt zwischen Bodenburg und Almstedt wurde von 1976 bis 1991 als Museumsbahn betrieben, er soll erhalten bleiben, ist jedoch unbefahrbar. Nur ein etwa 800 Meter langer Gleisabschnitt in Almstedt kann derzeit von Museumszügen befahren werden. Die restliche Trasse wurde mehrfach, unter anderem beim Bau der Schnellfahrstrecke Hannover–Würzburg, unterbrochen. Die Trasse der stillgelegten Bahn schneidet die Neubaustrecke in deren Streckenkilometer 38,8.
Östlich von Nienstedt ist ein Abschnitt des Bahndammes bis kurz vor Hönze erhalten. Am Nordrand von Nienstedt wurde 1987 auf einem Teil der ehemaligen Eisenbahntrasse ein Bolzplatz angelegt. Am südlichen Rand von Breinum ist noch der ehemalige Haltepunkt Breinum mit Wartehäuschen erhalten, welcher allerdings erst zu Museumsbahnzeiten eingerichtet wurde.
Der seit 1991 nicht befahrbare, aber vollständig erhaltene Abschnitt von Bodenburg bis Almstedt-Segeste sollte wieder für den Museumsverkehr hergerichtet werden, jedoch wurde 2013 aus Kostengründen davon Abstand genommen. Wegen der abgebauten Gleisverbindung zwischen altem Bahnhof und neuem Haltepunkt in Bodenburg wird die Almetalbahn ein Inselbetrieb bleiben. Am westlichen Ende soll die Museumsstrecke vom Haltepunkt Segeste/Grillplatz auf dem noch auf etwa 400 Metern erhaltenen Bahndamm zu einem neuen Endpunkt verlängert werden. Seit 2022 gibt es jedoch Bemühungen seitens der Museumsbahn, die Strecke nach Bodenburg wieder zu beleben und ein zentraler touristischer Anlaufpunkt im Landkreis Hildesheim zu werden. Das öffentliche Interesse und die Unterstützung der regionalen Politik sei vorhanden und bereits jetzt ist die niedersächsische Almetalbahn auch überregional, unter anderem für die älteste betriebsfähige Dampflokomotive Deutschlands auf Normalspur bekannt (eine preußische T 3 von 1901, ursprünglich auf der Schuntertalbahn im Einsatz).

## Bildergalerie

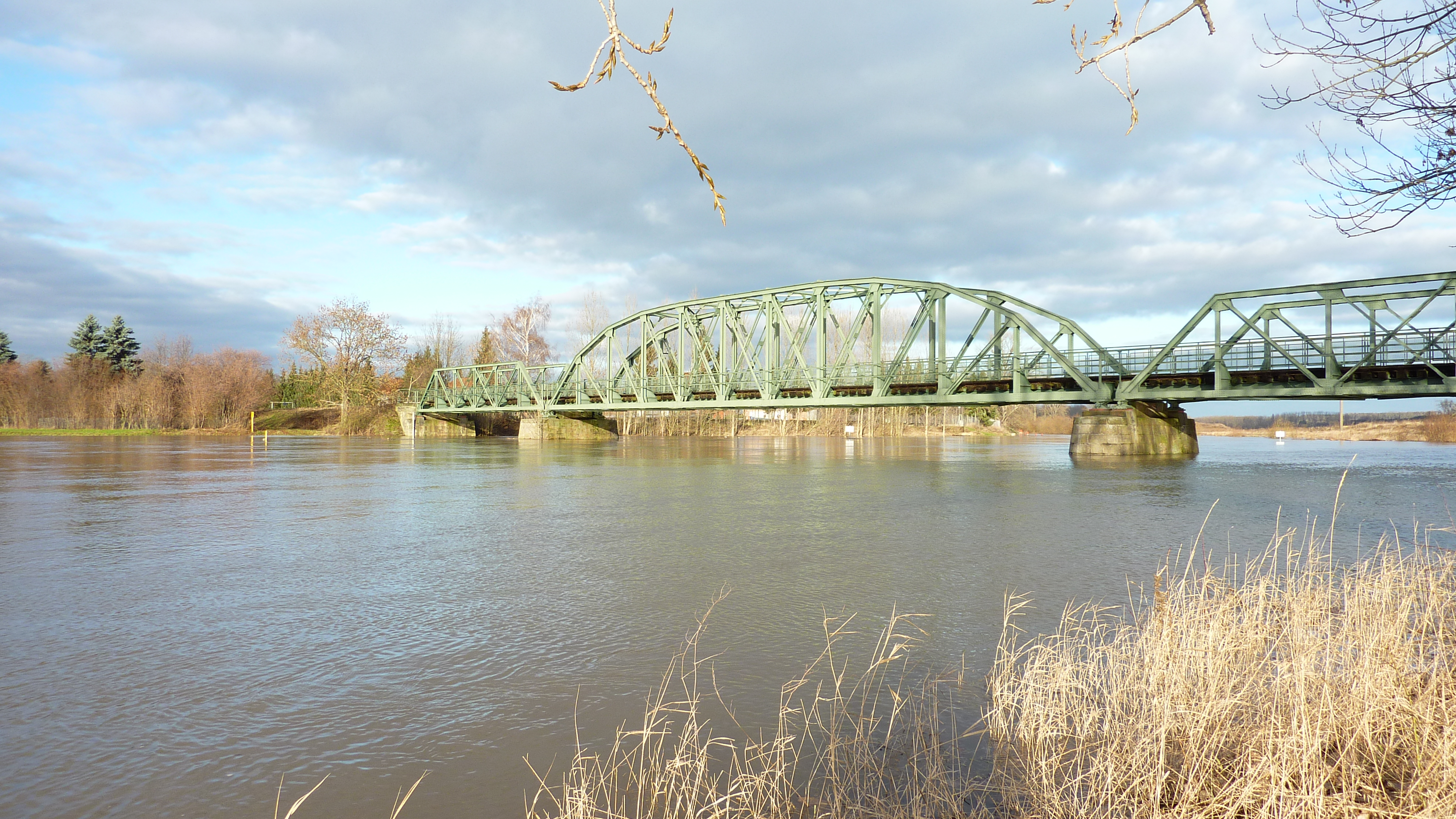
Eisenbahnbrücke über die Leine bei Gronau
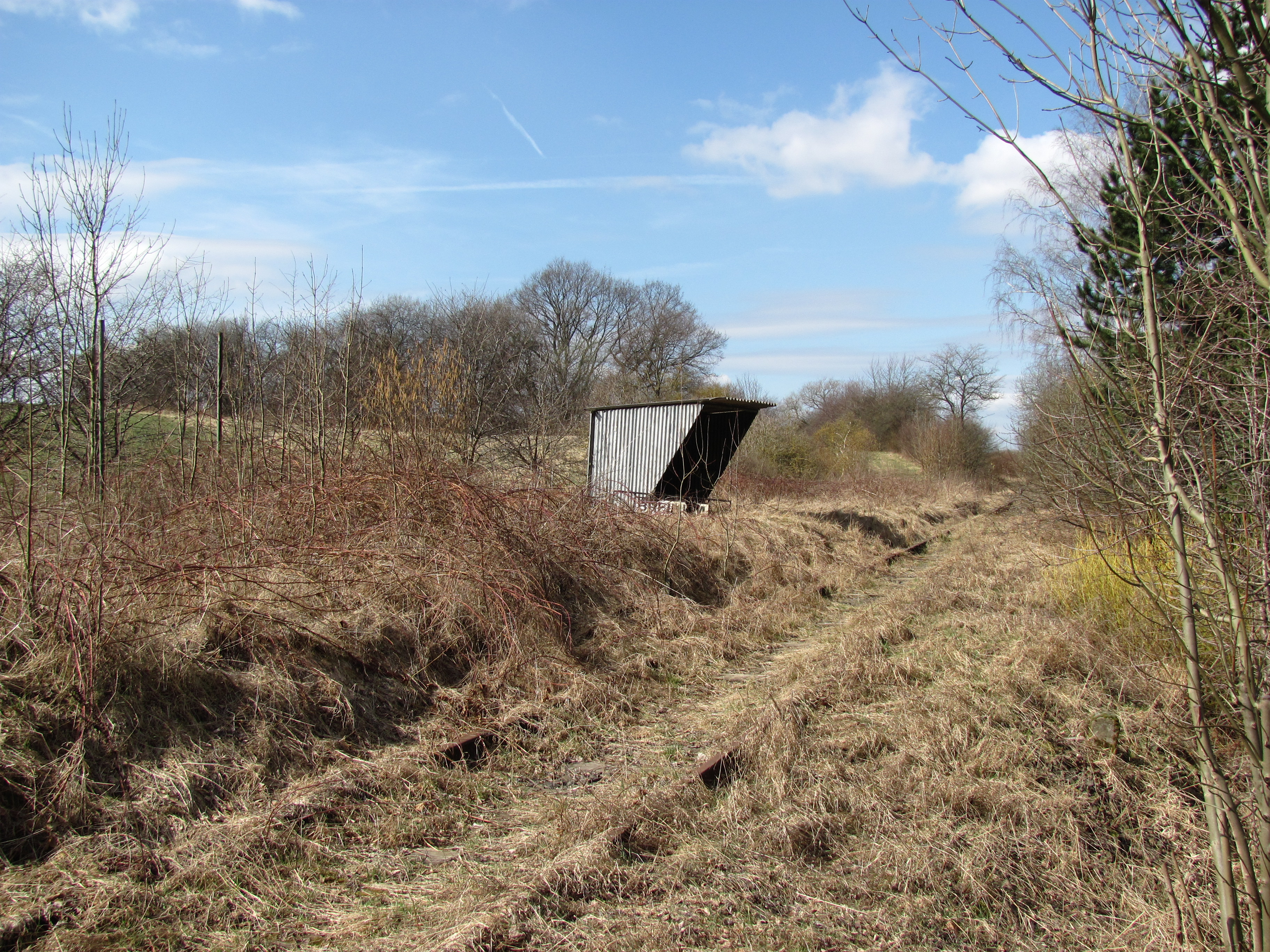
Ehemaliger Haltepunkt Breinum
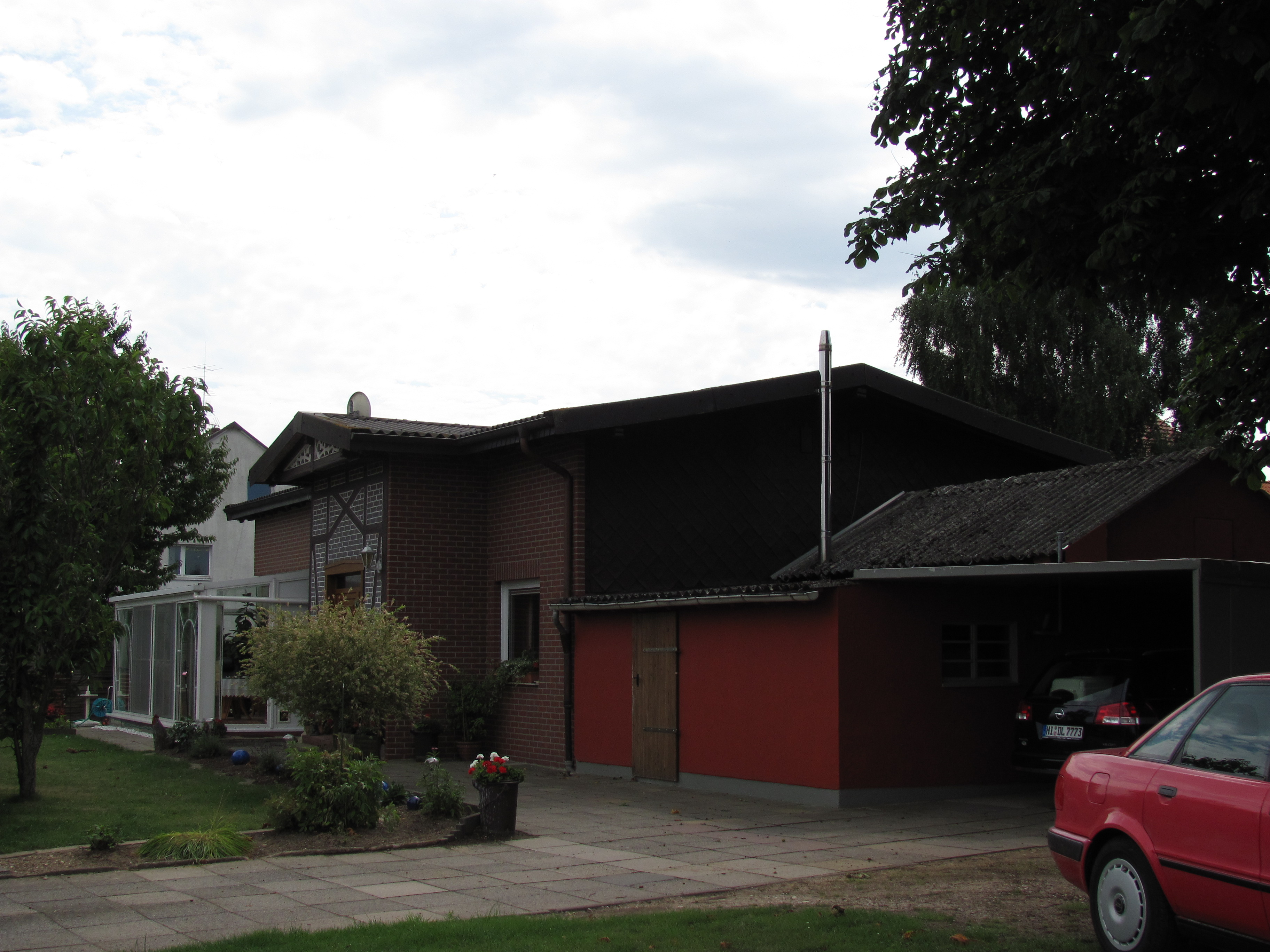
Ehemaliger Bahnhof in Sibbesse-Hönze
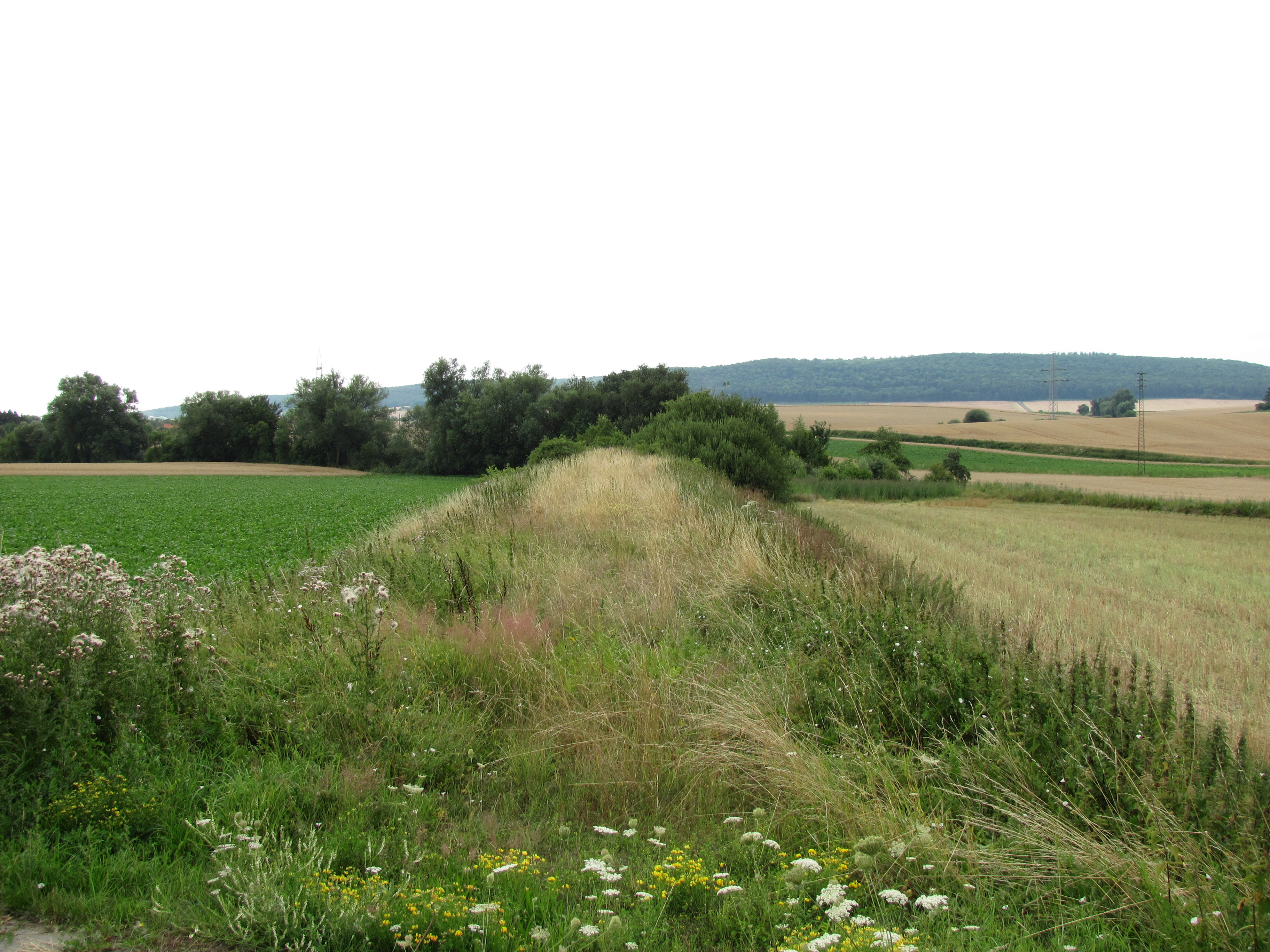
Ehemaliger Bahndamm zwischen Sibbesse-Hönze und Despetal-Nienstedt
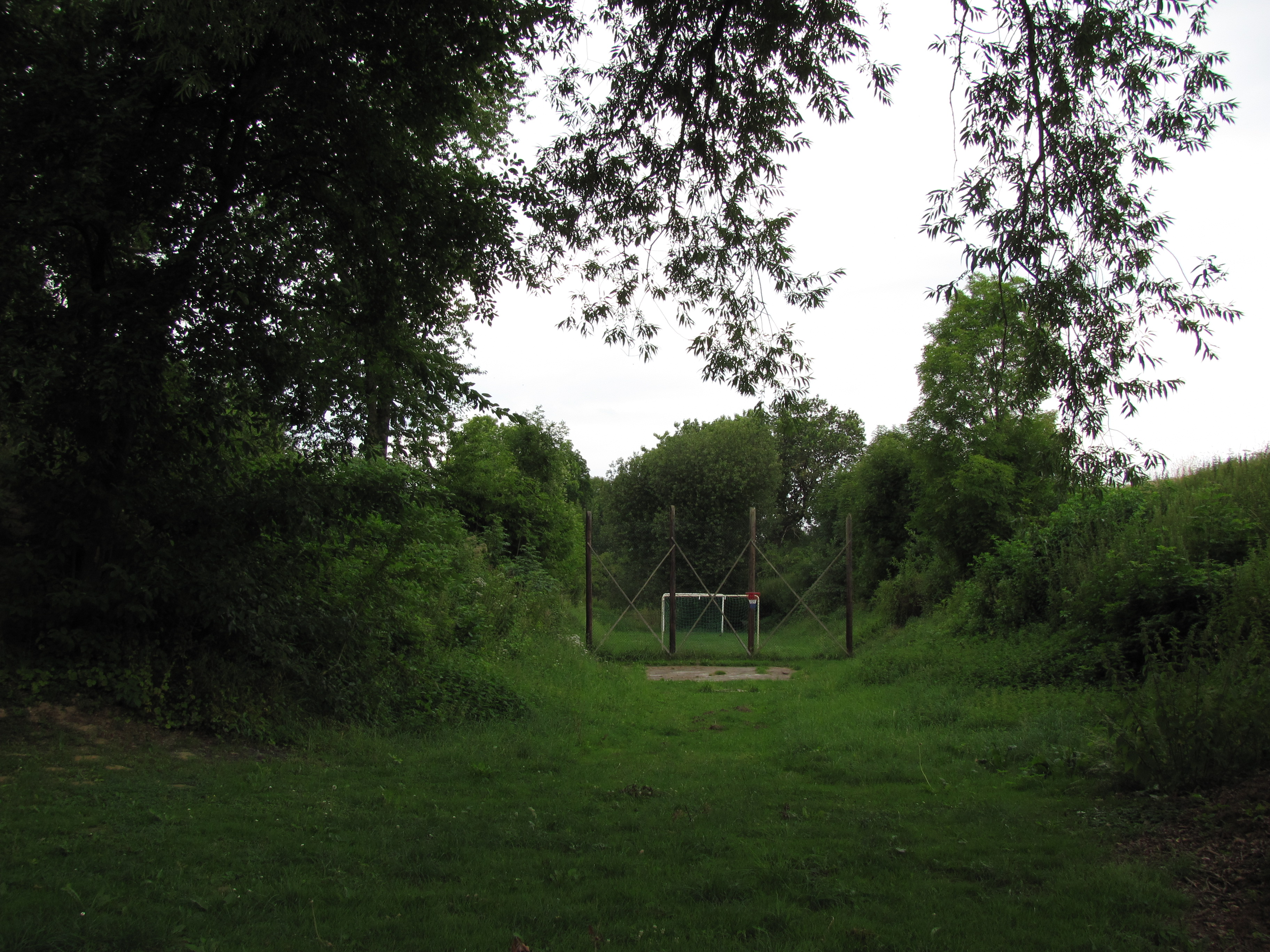
Ehemalige Eisenbahntrasse und Bolzplatz in Nienstedt
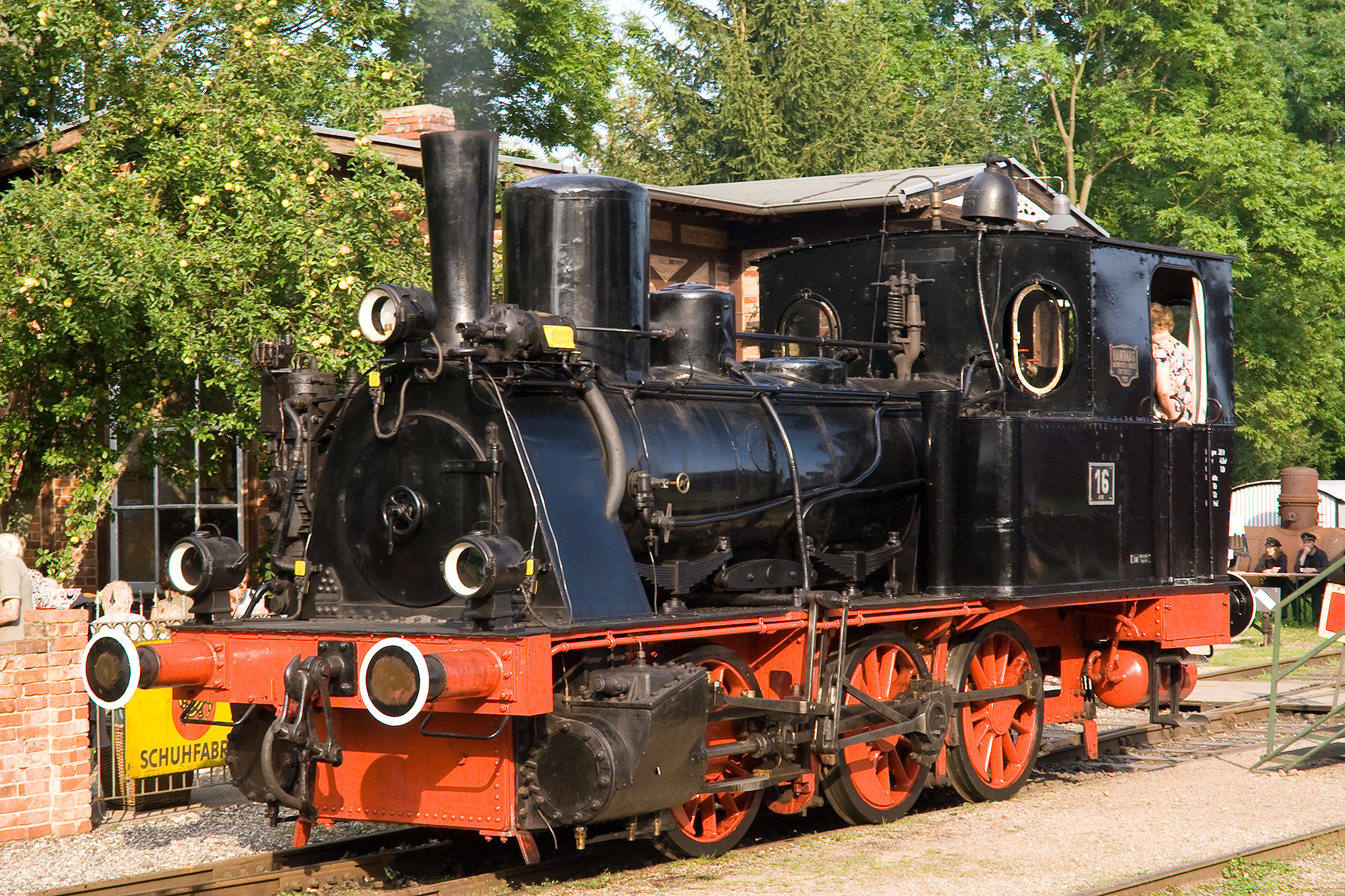
Lokomotive T3 Nr. 16 der Arbeitsgemeinschaft Historische Eisenbahn in Almstedt-Segeste (2007)